# Río Cuchara
Der Río Cuchara ist ein 22,5 km langer linker Nebenfluss des Río Huallaga in der Provinz Leoncio Prado der Region Huánuco in Zentral-Peru.

## Flusslauf
Der Río Cuchara entspringt in den östlichen Vorbergen der peruanischen Zentralkordillere auf einer Höhe von etwa 1350 m. Das Quellgebiet befindet sich knapp 30 km nordwestlich der Stadt Tingo María. Der Río Cuchara fließt anfangs 6 km nach Nordosten. Östlich von Santa Martha wendet sich der Río Cuchara nach Osten und erreicht das breite, flache Flusstal des Río Huallaga. Bei Flusskilometer 12 nimmt er die Quebrada Bartolomé Herrera von Süden auf. Ab Flusskilometer 11 weist der Río Cuchara zahlreiche enge Flussschlingen und Altarme auf. Bei Flusskilometer 10 befindet sich die Siedlung Los Cedros südlich des Flusslaufs. Bei Flusskilometer 6 trifft die Quebrada Venenillo von rechts auf den Río Cuchara. Dieser passiert 3,5 km oberhalb der Mündung die am Südufer gelegene Ortschaft Venenillo. Schließlich mündet der Río Cuchara auf einer Höhe von ungefähr 588 m in den Río Huallaga. Der Río Cuchara bildet auf seiner gesamten Fließstrecke die Grenze zwischen den Distrikten Pueblo Nuevo im Norden und Rupa-Rupa im Süden.

## Einzugsgebiet
Der Río Cuchara entwässert ein Areal von 154 km². Das Einzugsgebiet liegt zwischen den Einzugsgebieten von Río Pucate, ein rechter Nebenfluss des Río Magdalena, im Norden und Río Monzón im Süden.